# Anhuilong
Anhuilong diboensis is een plantenetende sauropode dinosauriër, behorend tot de Eusauropoda, die tijdens het middelste Jura leefde in het gebied van het huidige China.

## Vondst en naamgeving
Archeoloog Han Ligang, werkzaam voor het Anhui Institute of Archaeology, groef bij de Jimushanheuvelrug bij het dorp Hengguan, nabij de stad Wangcun, in de prefectuur Shexian, nabij de grootstad Huangshan in de provincie Anhui in het oosten van China, de voorpoot op van een sauropode. Die werd toegevoegd aan de collectie van het Cultural Relics Bureau of Shexian County en tentoongesteld in het Shexian Museum. De vondst trok weinig aandacht van de paleontologie maar na de dood van Han werd het exemplaar onderzocht door een team van het Anhui Geological Museum dat concludeerde dat het om een nog onbekende soort ging.
In 2018 werd de typesoort Anhuilong diboensis benoemd en beschreven door Ren Xinxin, Huang Jiandong en You Hailu. De geslachtsnaam verbindt een verwijzing naar Anhui met een Chinees long, "draak". Anhuilong is overigens ook de naam van een plaatselijk staalconcern. De soortaanduiding verwijst naar de herkomst; een ermee overeenkomende locatie werd echter niet in het benoemende artikel vermeld.
Het holotype, AGB 5822, is gevonden in een laag paarse zandsteen van de Hongqinformatie die dateert uit het vroege middelste Jura. Het bestaat uit een linkervoorpoot omvattende het opperarmbeen, de ellepijp en het spaakbeen. Deze botten werden in verband gevonden.

## Beschrijving

### Grootte en onderscheidende kenmerken
De lengte van Anhuilong is moeilijk te schatten. De voorpoot zal oorspronkelijk een twee meter lang geweest zijn. Omdat de groep waartoe Anhuilong wordt gerekend, de Mamenchisauridae, extreem lange nekken bezit, zou het dier bij overeenkomende proporties zo'n twintig meter lang geweest zijn en de kop op wel tien meter hoogte gedragen kunnen hebben. Door een lichte bouw zou Anhuilong dan toch niet meer dan een twaalf ton gewogen hebben. Deze extrapolaties zijn echter zeer onzeker.
De beschrijvers wisten enkele onderscheidende kenmerken vast te stellen. Sommige daarvan zijn autapomorfieën, unieke afgeleide eigenschappen. Het spaakbeen heeft maar de helft van de lengte van het opperarmbeen, de laagste waarde onder de mamenchisauriden bekend. De ellepijp heeft maar 56% van de lengte van het opperarmbeen, opnieuw de laagste waarde in de groep.
Daarnaast is er een unieke combinatie van op zich niet unieke kenmerken. Bij het opperarmbeen is de buitenrand van de deltopectorale kam naar achteren en buiten gedraaid. Bij het opperarmbeen is het extra uitsteeksel op de voorste hoek van de onderrand robuuster dan dat op de binnenhoek. De schacht van de ellepijp heeft in het midden een ovale dwarsdoorsnede in plaats van een ronde. Het bovenvlak van de ellepijp staat vrijwel haaks op de schacht.

### Skelet
Het opperarmbeen heeft een lengte van 105 centimeter. Het is relatief lichtgebouwd. De bovenste verbreding is gelijk aan 36% van de lengte van de schacht, een relatief laag percentage. Dat is een basaal kenmerk: andere mamenchisauriden hadden een sterkere verbreding ontwikkeld tot boven de 40%. De bovenrand is, zoals bij alle mamenchisauriden, in drie duidelijk te onderscheiden stukken verdeeld: de kop, de buitenhoek en de binnenhoek. Een bult op de buitenhoek voor de aanhechting van de Musculus supracoracoideus ontbreekt. De deltopectorale kam beslaat 44% van de schachtlengte en is relatief sterk naar buiten gedraaid. De schacht heeft een ovale dwarsdoorsnede, een basaal kenmerk. De diameter bedraagt slechts 13% van de schachtlengte; bij verwanten is dat typisch bijna anderhalfmaal hoger. De schacht is 25° om de lengteas gewrongen. De extra uitsteeksels op de hoeken van de onderzijde hebben een driehoekig profiel.
De ellepijp heeft een lengte van negenenvijftig centimeter, wat relatief kort is: bij Omeisaurus heeft de ellepijp driekwart van de lengte van de humerus. Ondanks een zwak ontwikkelde processus olecrani is het bovenvlak nog redelijk verbreed. Het heeft een L-vormig bovenprofiel waarbij de takken een hoek van 85° meter elkaar maken en de binnentak anderhalfmaal zo lang is als de buitentak. Het middendeel van de binnentak wordt ingekeept door een dwarsgroeve, een kenmerk dat verwanten missen. Tussen de takken rustte het bovendeel van het spaakbeen. De schacht heeft een ovale dwarsdoorsnede, een basaal kenmerk dat gedeeld wordt met Huangshanlong. Bij de soorten van Mamenchisaurus is de doorsnede rond. Het onderste gewrichtsvlak is plat en ovaal. Het raakvlak onderaan met het spaakbeen is bol, een basaal kenmerk.
Het spaakbeen heeft een lengte van drieënvijftig centimeter. De breedte van de bovenkant is gelijk aan 26% van de lengte van de schacht. Het profiel van het bovenvlak is rechthoekige, een afgeleid kenmerk. De schacht heeft een ovale dwarsdoorsnede. De bovenste helft toont een lengterichel. De achterzijde is hol gebogen. Het raakvlak onderaan met het ellepijp heeft de vorm van een langgerekte bolling.

## Fylogenie
Anhuilong werd in de Mamenchisauridae geplaatst als zustersoort van Huangshanlong die in dezelfde formatie is gevonden. Dat laatste suggereert dat Anhuilong niet meer is dan een exemplaar van het andere taxon. Huangshanlong heeft echter een veel robuuster en hoekiger opperarmbeen en ook een veel langere onderarm. Beide soorten samen zouden een klade vormen met Omeisaurus.